# Frkljevci
Frkljevci ist ein kleines Dorf in der Kleinstadt Pleternica in der Gespanschaft Požega-Slawonien in der Region Slawonien in Kroatien. Es wurde im Jahre 1335 erstmals erwähnt. Eine wichtige Straße, die D525, verläuft durch das Dorf. Diese Straße beginnt im 3 km nordwestlich gelegenen Pleternica. Das Dorf hat eine kleine Freiwillige Feuerwehr, einen Friedhof, zwei kleine Geschäfte und ein Sägewerk. Im benachbarten Dorf Kadanovci, 500 Meter weit entfernt südöstlich von Frkljevci, ist noch eine Schule anzufinden. Das Dorf hatte im Jahr 2001 385 Einwohner.